# Millican, Texas
Millican là một thị trấn thuộc quận Brazos, tiểu bang Texas, Hoa Kỳ. Năm 2010, dân số của thị trấn này là 240 người.

## Dân số
- Dân số năm 2000: 108 người.
- Dân số năm 2010: 240 người.